# 约翰娜·格里格斯
约翰娜·格里格斯（英語：Johanna Griggs，1973年10月17日—），澳大利亚女子游泳运动员，主攻仰泳。她曾代表澳大利亚参加1990年英联邦运动会游泳比赛，获得女子100米仰泳铜牌。